# Coppa della Confederazione CAF 2014
La Coppa della Confederazione CAF 2014 è stata l'undicesima edizione della competizione. La stagione è iniziata il 7 febbraio ed è finita il 6 dicembre 2014.
L'Al-Ahly ha trionfato per la prima volta.

## Turno preliminare
Le gare di andata si sono giocate tra il 7 e il 9 febbraio 2014, quelle di ritorno tra il 14 e il 16 febbraio.
| Squadra 1         | Totale            | Squadra 2            | Andata | Ritorno |
| ----------------- | ----------------- | -------------------- | ------ | ------- |
| Al-Malakia        | 1 – 5             | CARA Brazzaville     | 0 – 1  | 1 – 4   |
| AFC Leopards      | 4 – 1             | Defence              | 2 – 0  | 2 – 1   |
| SuperSport United | 3 – 0             | Gaborone United      | 2 – 0  | 1 – 0   |
| Kigali            | 2 – 1             | Académie Tchité      | 1 – 0  | 1 – 1   |
| Difaâ El Jadida   | 1 – 0             | SONABEL              | 1 – 0  | 0 – 0   |
| RSLAF             | 0 – 3             | Gamtel               | 0 – 1  | 0 - 2   |
| The Panthers      | 1 – 4             | Medeama              | 1 – 2  | 0 – 2   |
| Azam              | 1 – 2             | Ferroviário da Beira | 1 – 0  | 0 – 2   |
| St Michel United  | 3 – 3 (7 – 6 dtr) | ASSM Elgeco Plus     | 2 – 1  | 1 – 2   |
| How Mine          | 6 – 1             | Chuoni               | 4 – 0  | 2 – 1   |
| Kondzo            | 3 – 3 (gfc)       | Young Sports Academy | 2 – 0  | 1 - 3   |
| Nigelec           | 3 – 4             | Constantine          | 2 – 0  | 1 – 4   |
| Red Lion          | per ritiro        | Estrela de Cantanhez | –      | –       |
| Al-Ahly Tripoli   | 1 – 2             | Olympique Bamako     | 1 – 1  | 0 - 1   |
| Al-Ahli Atbara    | 1 – 1 (gfc)       | MK Étanchéité        | 1 – 1  | 0 – 0   |
| African Stars     | 2 – 3             | Petro Luanda         | 2 – 0  | 0 – 3   |
| Ebusua Dwarfs     | 1 – 0             | Diaraf               | 1 – 0  | 0 – 0   |
| Douanes Lomé      | 3 – 1             | Kamsar               | 2 – 0  | 1 – 1   |
| Don Bosco         | 3 – 1             | Victoria University  | 3 – 0  | 0 – 1   |
| Union Douala      | 4 – 2             | ASLAD Moundou        | 3 – 0  | 1 – 2   |
| Mounana           | 3 – 4             | Desportivo Huíla     | 3 – 1  | 0 – 3   |

## Primo turno
Le partite di andata si sono giocate tra il 28 febbraio e il 2 marzo 2014, quelle di ritorno tra il 7 e il 9 marzo.
| Squadra 1            | Totale            | Squadra 2        | Andata | Ritorno |
| -------------------- | ----------------- | ---------------- | ------ | ------- |
| CARA Brazzaville     | 1 – 3             | Étoile du Sahel  | 1 – 0  | 0 – 3   |
| SuperSport United    | 4 – 2             | AFC Leopards     | 2 – 0  | 2 – 2   |
| Kigali               | 1 – 1 (5 – 4 dtr) | Al-Ahly Shendi   | 1 – 0  | 0 – 1   |
| Gamtel               | 0 – 6             | Difaâ El Jadida  | 0 – 2  | 0 – 4   |
| Medeama              | 4 – 2             | MYS Fès          | 3 – 0  | 1 – 2   |
| Ferroviário da Beira | 0 – 1             | ZESCO United     | 0 – 0  | 0 – 1   |
| How Mine             | 6 – 4             | St Michel United | 5 – 1  | 1 – 3   |
| Kondzo               | 0 – 2             | Bayelsa United   | 0 – 0  | 0 – 2   |
| Red Lion             | 0 – 3             | Constantine      | 0 – 1  | 0 – 2   |
| Olympique Bamako     | 1 – 3             | ASEC Mimosas     | 0 – 2  | 1 – 1   |
| MK Étanchéité        | 0 – 0 (3 – 4 dtr) | Ismaily          | 0 – 0  | 0 – 0   |
| Ebusua Dwarfs        | 2 – 4             | Petro Luanda     | 2 – 0  | 0 – 4   |
| Douanes Lomé         | 1 – 3             | Wadi Degla       | 1 – 1  | 0 – 2   |
| Don Bosco            | 2 – 2 (gfc)       | Djoliba          | 2 – 1  | 0 – 1   |
| Union Douala         | 3 – 4             | Warri Wolves     | 2 – 3  | 1 – 1   |
| Desportivo Huíla     | 0 – 3             | Bizertin         | 0 – 1  | 0 – 2   |

## Secondo turno
Le partite di andata si sono giocate il 22 e il 23 marzo 2014, quelle di ritorno il 29 e il 30 marzo.
| Squadra 1       | Totale            | Squadra 2         | Andata | Ritorno |
| --------------- | ----------------- | ----------------- | ------ | ------- |
| Étoile du Sahel | 5 – 1             | SuperSport United | 1 – 0  | 4 – 1   |
| Kigali          | 1 – 3             | Difaâ El Jadida   | 1 – 0  | 0 – 3   |
| Medeama         | 2 – 1             | ZESCO United      | 2 – 0  | 0 – 1   |
| How Mine        | 2 – 3             | Bayelsa United    | 2 – 1  | 0 – 2   |
| Constantine     | 1 – 6             | ASEC Mimosas      | 1 – 0  | 0 – 6   |
| Ismaily         | 0 – 1             | Petro Luanda      | 0 – 0  | 0 – 1   |
| Wadi Degla      | 2 – 2 (4 – 5 dtr) | Djoliba           | 2 – 0  | 0 – 2   |
| Warri Wolves    | 1 – 2             | Bizertin          | 0 – 0  | 1 – 2   |

## Play-off
Le squadre eliminate dal secondo turno della CAF Champions League 2014 hanno giocato l'andata in casa. Le partite di andata si sono giocate il 19 e il 20 aprile 2014, quelle di ritorno il 26 e il 27 aprile.
| Squadra 1     | Totale            | Squadra 2       | Andata | Ritorno |
| ------------- | ----------------- | --------------- | ------ | ------- |
| Al-Ahly       | 2 – 2 (gfc)       | Difaâ El Jadida | 1 – 0  | 1 – 2   |
| Real Bamako   | 2 – 1             | Djoliba         | 2 – 1  | 0 – 0   |
| Léopards      | 2 – 2 (5 – 4 dtr) | Medeama         | 2 – 0  | 0 – 2   |
| Kaizer Chiefs | 1 – 3             | ASEC Mimosas    | 1 – 2  | 0 – 1   |
| Coton Sport   | 4 – 3             | Petro Luanda    | 2 – 1  | 2 – 2   |
| Horoya        | 0 – 1             | Étoile du Sahel | 0 – 0  | 0 – 1   |
| Séwé Sports   | 3 – 0             | Bayelsa United  | 2 – 0  | 1 – 0   |
| Nkana         | 1 – 1 (gfc)       | Bizertin        | 0 – 0  | 1 – 1   |

## Fase a gruppi
Le partite si giocano tra il 15 maggio e il 23 agosto 2014.

### Gruppo A
| Squadre      | Pt | G | V | N | P | GF | GS | DR |
| ------------ | -- | - | - | - | - | -- | -- | -- |
| Léopards     | 11 | 6 | 3 | 2 | 1 | 11 | 4  | +7 |
| Coton Sport  | 11 | 6 | 3 | 2 | 1 | 8  | 9  | -1 |
| Real Bamako  | 6  | 6 | 1 | 3 | 2 | 6  | 7  | -1 |
| ASEC Mimosas | 3  | 6 | 0 | 3 | 3 | 5  | 10 | -5 |

|              | LEO   | RBA   | MIM   | COT   |
| ------------ | ----- | ----- | ----- | ----- |
| Léopards     |       | 1 – 2 | 4 – 1 | 0 – 0 |
| Real Bamako  | 1 – 2 |       | 1 – 1 | 1 – 1 |
| ASEC Mimosas | 0 – 0 | 0 – 0 |       | 2 – 3 |
| Coton Sport  | 0 – 4 | 2 – 1 | 2 – 1 |       |

### Gruppo B
| Squadre         | Pt | G | V | N | P | GF | GS | DR |
| --------------- | -- | - | - | - | - | -- | -- | -- |
| Al-Ahly         | 9  | 6 | 2 | 3 | 1 | 5  | 3  | +2 |
| Séwé Sports     | 9  | 6 | 2 | 3 | 1 | 7  | 4  | +3 |
| Nkana           | 7  | 6 | 2 | 1 | 3 | 9  | 13 | -4 |
| Étoile du Sahel | 6  | 6 | 1 | 3 | 2 | 9  | 10 | -1 |

|                 | AHL   | ÉSS   | NKA   | SEW   |
| --------------- | ----- | ----- | ----- | ----- |
| Al-Ahly         |       | 0 – 0 | 2 – 0 | 1 – 0 |
| Étoile du Sahel | 1 – 1 |       | 4 – 3 | 0 – 1 |
| Nkana           | 1 – 0 | 4 – 3 |       | 1 – 1 |
| Séwé Sports     | 1 – 1 | 1 – 1 | 3 – 0 |       |

## Fase a eliminazione diretta

### Semifinali
| Squadra 1   | Totale | Squadra 2 | Andata | Ritorno |
| ----------- | ------ | --------- | ------ | ------- |
| Séwé Sports | 1 – 0  | Léopards  | 1 – 0  | 0 – 0   |
| Coton Sport | 1 – 3  | Al-Ahly   | 0 – 1  | 1 – 2   |

### Finale
| Squadra 1   | Totale      | Squadra 2 | Andata | Ritorno |
| ----------- | ----------- | --------- | ------ | ------- |
| Séwé Sports | 2 – 2 (gfc) | Al-Ahly   | 2 – 1  | 0 – 1   |